# 加藤与次兵衛
加藤 与次兵衛（與次兵衞、かとう よじへえ、1859年（安政6年1月） - 1922年（大正11年）2月6日）は、日本の政治家。衆議院議員（1期）。福井銀行重役。

## 経歴
越前国足羽郡(のち福井県足羽郡六条村→足羽村→足羽町、現・福井市)生まれ。1882年（明治15年）泊園書院に入塾し漢学を学ぶ。今立郡稲荷村外六ヶ村戸長、六条村長、福井県会議員、福井銀行取締役となる。
1892年の第2回衆議院議員総選挙において福井1区から弥生倶楽部所属で立候補して当選する。衆議院議員を1期務め、1894年3月の第3回衆議院議員総選挙は不出馬。同年9月の第4回衆議院議員総選挙では無所属で立候補したが得票数が1票で落選した。1898年8月の第6回衆議院議員総選挙では再び無所属で立候補したが落選した。1922年に死去した。

## 家族
- 父・加藤信近（加藤与次兵衛） ‐ 福井県足羽郡天王村平民（大庄屋）[3][8]
- 母・ムラ（1842-） ‐ 福井・高島茂兵衛の三女[3]
- 弟・高島茂平（1867-）[8]
- 弟・野村勘左衛門 (1870-1951) ‐ 旧名・加藤良三。福井県多額納税者、農業、衆議院議員。先代野村勘左衛門の養子。[9]
- 弟・野村行一 (1884－1957) ‐ 昭和の官僚、東宮大夫兼東宮侍従長（1949-1957）。兄とともに野村勘左衛門の養子。東京帝国大学卒業後、四高教師、1924年より学習院高等科教授、1926年から3年間欧州留学後、東宮職御用掛就任。教え子には皇太子明仁のほか、四高時代に杉山産七、中野重治、学習院時代に三島由紀夫、入江相政らがおり、杉山は野村のことを「紳士で背が高く色白、清純で上品」、入江は「堂々としていて清純」と評している。子に東大教授・野村琢一。[10][11][12]
- 二男・加藤恂二郎（与次兵衛、1893-1975） ‐ 松江高等学校教授、福井県立図書館長。[13]